# Charity Opara
Charity Opara (* 20. Mai 1972 in Owerri) ist eine ehemalige nigerianische Sprinterin, die hauptsächlich im 400-Meter-Lauf antrat.
Auf ihrer Spezialstrecke wurde sie jeweils Zweite bei den Leichtathletik-Juniorenweltmeisterschaften 1990 in Plowdiw, bei den Afrikameisterschaften im selben Jahr in Kairo und bei den Afrikaspielen 1991, die ebenfalls in Kairo stattfanden. Mit der nigerianischen 4-mal-400-Meter-Staffel wurde sie 1989 und 1990 jeweils Afrikameisterin und siegte bei den Afrikaspielen 1991. Außerdem holte sie mit der 4-mal-100-Meter-Staffel die Silbermedaille bei den Commonwealth Games 1990 in Auckland.
Den größten Erfolg ihrer Karriere feierte sie mit der nigerianischen 4-mal-400-Meter-Staffel bei den Olympischen Spielen 1996 in Atlanta, nachdem sie gerade eine vierjährige Dopingsperre abgesessen hatte. Gemeinsam mit Olabisi Afolabi, Fatima Yusuf und Falilat Ogunkoya gewann sie in 3:21,04 min die Silbermedaille hinter dem Quartett der Vereinigten Staaten und vor der deutschen Staffel.
Charity Opara hatte bei einer Körpergröße von 1,70 m ein Wettkampfgewicht von 60 kg.

## Bestleistungen
- 100 m, 11,40 s, 15. Mai  1999, Trient
- 200 m: 22,60 s, 14. März 1992, Lagos
- 400 m: 49,29 s, 14. Juli 1998, Rom